# ليام بورنس
ليام بورنس (بالإنجليزية: Liam Burns)‏ (30 أكتوبر 1978 ببلفاست في المملكة المتحدة - ) هو لاعب كرة قدم بريطاني في مركز الدفاع. شارك مع منتخب أيرلندا الشمالية تحت 21 سنة لكرة القدم. أما مع النوادي، فقد لعب مع بورت فايل وشروزبري تاون وفوريست غرين ونادي بريستول روفيرز ونادي بوهيميان ونادي دوندالك ونادي سليغو روفرز ونادي كيدرمينستر هاريرز لكرة القدم.

## وصلات خارجية
- ليام بورنس على موقع قاعدة بيانات كرة القدم.إي يو (الإنجليزية)
- ليام بورنس على موقع Soccerbase.com (لاعب) (الإنجليزية)
- ليام بورنس على موقع Soccerway.com (الإنجليزية)
- ليام بورنس على موقع AS.com (الإسبانية)